# Weidenbach (Baviera)
Weidenbach è un comune tedesco di 2 197 abitanti, situato nel land della Baviera.